# Valkó István Pál
Valkó István Pál (született Weinfeld) (Budapest, Terézváros, 1904. november 3. – Bergen-belseni koncentrációs tábor, 1945. március 12.) gépészmérnök, matematikus. Valkó Imre vegyész és Valkó Iván Péter fizikus, villamosmérnök testvére.

## Élete
Valkó (Weinfeld) Henrik (1866–1936) magánhivatalnok és Szőllősi Anna (1880–1939) gyermekeként született zsidó családban. A budapesti József Műegyetemen 1926-ban szerzett oklevelet. Matematikai munkásságát már műegyetemi hallgatóként kezdte a végtelen halmazok leképezésére vonatkozó Kőnig-Valkó-tétel bizonyításával. 1925-ben Kürschák József mellett volt tanársegéd. Oklevelének megszerzése után a Ganz-féle Villamossági Gyárba lépett, ahol főmérnök és a próbaterem helyettes vezetője lett. A villamosgépekkel kapcsolatos tudományos tevékenysége elsősorban az áram- és feszültségváltók, a relétechnika és a transzformátorok körébe tartozik. 1944 őszén a bergen-belseni koncentrációs táborba deportálták, ahol életét vesztette.
Házastársa Preis Károly orvos, hebraista és Stern Gizella lánya, Preis Katalin volt, akivel 1936. december 23-án Budapesten, az Erzsébetvárosban kötött házasságot.

## Főbb művei
- Über mehrdeutige Abbildungen von Mengen (Kőnig Dénessel, Mathem. Annalen, 1926. 95. sz.)
- A feszültségvektorok forgásértelmének egyszerű meghatározása háromfázisú hálózatoknál (Elektrotechnika, 1930. 3. sz.)
- Négydimenziós elektromágneses mérőrendszer (Elektrotechnika, 1933. 26. sz.)
- Hőkioldók időállandójának és határáramának mérése (Elektrotechnika, 1938. 31. sz.)
- Kondenzátor veszteségének mérése (Elektrotechnika, 1941. 34. sz.)